# Дастр, Альбер-Жюль-Франк
Альбер-Жюль-Франк Дастр (1844—1917) — французский физиолог.
Окончил образование в Париже со степенью доктора медицины. В 1879 году читал лекции по зоологии в нормальной школе, в 1887 году, заместил Поля Бера по кафедре физиологии на медицинском факультете.
Его главные работы: «De Glycémie asphyxique», «Sur les lois d’activité du coeur», «Sur le système vasomoteur» и др. Член-корреспондент СПбАН c 04.12.1904 года по физико-математическому отделению (разряд биологический).